# جاك أندرسون (دراج)
جاك أندرسون (بالإنجليزية: Jack Anderson)‏ هو دراج أسترالي، ولد في 2 يونيو 1987 في بريزبان في أستراليا.

## وصلات خارجية
- جاك أندرسون على موقع أرشيف الدراجات (الإنجليزية)
- جاك أندرسون على موقع إحصائيات الدراجات الإحترافية (الإنجليزية)
- جاك أندرسون على موقع نسبة الدراجات (الإنجليزية)